# Hinewaia embolica
Hinewaia embolica är en spindelart som beskrevs av Zabka, Pollard 2002. Hinewaia embolica ingår i släktet Hinewaia och familjen hoppspindlar. Inga underarter finns listade i Catalogue of Life.